# Judy Pfaff
Judy Pfaff, född 1946, är en amerikansk konstnär.
Judy Pfaff arbetar främst med installationer där hon använder sig av måleri och skulptur kombinerade med andra material.